# وشم منزوی

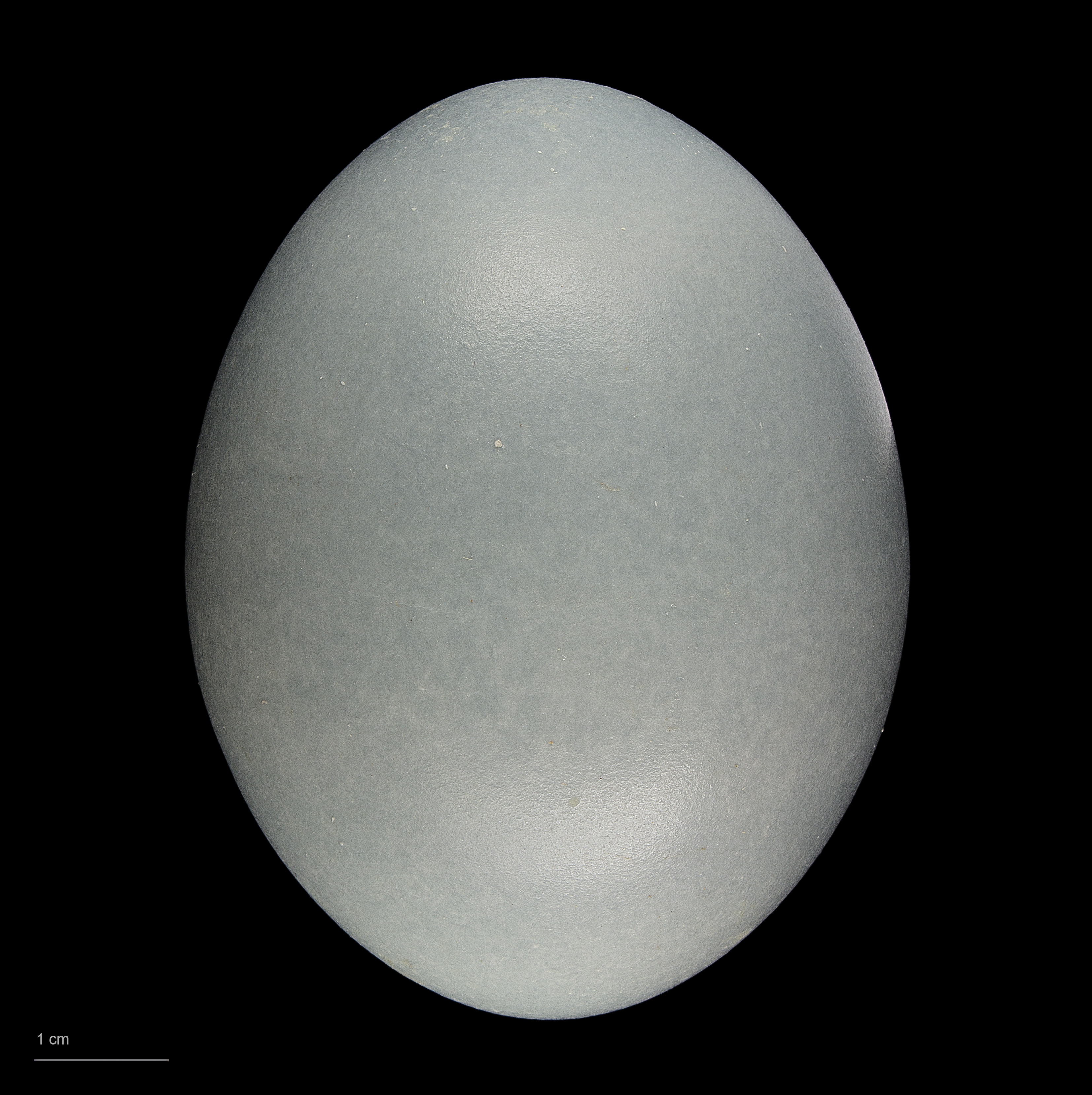
Tinamus solitarius

وشم منزوی (نام علمی: Tinamus solitarius) نام یک گونه از سرده وشم‌های بزرگ‌تر است.